# Његуши
Његуши је насеље у пријестоници Цетиње у Црној Гори. Према попису из 2003. било је 17 становника (према попису из 1991. било је 23 становника). Село се налази на падинама планине Ловћен, у Његушком пољу и у саставу истоименог националног парка.
Његуши су познати као родно место династије Петровића, која је владала Црном Гором од 1696. до 1918. године.
Село и околина су познати по његушком сиру и његушком пршуту.

## Историја
Павле Ровински је описујући обичаје везане за Божић у Црној Гори, записао да су весеља за тај празник, осим на Цетињу, необуздана. Описао је пар догађаја везаних за Његуше. Весела дружина је у нечијој кући, због слабе ватре на огњишту, побацала на огањ кобасице које су висиле изнад огњишта. У другој кући су поломили посуђе, клупе, разбили прозор, а нису били пијани. Крали су чиније, сапуне, колаче... и то би и сами јели и даривали другим кућама, сиромасима... Нико се није љутио и није жалио штету, јер се сматрало да ће то све бити од Бога награђено.

## Демографија
У насељу Његуши живи 14 пунолетних становника, а просечна старост становништва износи 37,2 година (28,0 код мушкараца и 52,5 код жена). У насељу има 6 домаћинстава, а просечан број чланова по домаћинству је 2,83.
Ово насеље је углавном насељено Црногорцима (према попису из 2003. године), а у последња четири пописа примећен је пад у броју становника.
|  |

| Демографија | Демографија | Демографија |
| Година      | Становника  | Становника  |
| ----------- | ----------- | ----------- |
|             |             |             |
|             |             |             |
|             |             |             |
|             |             |             |
| 1948.       | 61          |             |
| 1953.       | 60          |             |
| 1961.       | 77          |             |
| 1971.       | 49          |             |
| 1981.       | 35          |             |
| 1991.       | 23          | 23          |
| 2003.       | 17          | 17          |
|             |             |             |

| Етнички састав према попису из 2003.‍ | Етнички састав према попису из 2003.‍ | Етнички састав према попису из 2003.‍ | Етнички састав према попису из 2003.‍ | Етнички састав према попису из 2003.‍ |
| ------------------------------------ | ------------------------------------ | ------------------------------------ | ------------------------------------ | ------------------------------------ |
|                                      |                                      |                                      |                                      |                                      |
| Црногорци                            | Црногорци                            |                                      | 15                                   | 88,23%                               |
| Срби                                 | Срби                                 |                                      | 1                                    | 5,88%                                |
| непознато                            | непознато                            |                                      | 1                                    | 5,88%                                |

| Година пописа     | 1948. | 1953. | 1961. | 1971. | 1981. | 1991. | 2003. |
| ----------------- | ----- | ----- | ----- | ----- | ----- | ----- | ----- |
| Број домаћинстава | 21    | 20    | 25    | 17    | 12    | 8     | 6     |

| Број чланова      | 1 | 2 | 3 | 4 | 5 | 6 | 7 | 8 | 9 | 10 и више | Просек |
| ----------------- | - | - | - | - | - | - | - | - | - | --------- | ------ |
| Број домаћинстава | 6 | 1 | 1 | 2 | 2 | 0 | 0 | 0 | 0 | 0         | 0      |

| Пол    | Укупно | Неожењен/Неудата | Ожењен/Удата | Удовац/Удовица | Разведен/Разведена | Непознато |
| ------ | ------ | ---------------- | ------------ | -------------- | ------------------ | --------- |
| Мушки  | 7      | 3                | 4            | 0              | 0                  | 0         |
| Женски | 7      | 0                | 4            | 2              | 0                  | 1         |
| УКУПНО | 14     | 3                | 8            | 2              | 0                  | 1         |

| Пол    | Укупно                    | Пољопривреда, лов и шумарство | Рибарство                            | Вађење руде и камена | Прерађивачка индустрија       |
| ------ | ------------------------- | ----------------------------- | ------------------------------------ | -------------------- | ----------------------------- |
| Мушки  | 3                         | 1                             | 0                                    | 0                    | 0                             |
| Женски | 1                         | 0                             | 0                                    | 0                    | 0                             |
| УКУПНО | 4                         | 1                             | 0                                    | 0                    | 0                             |
| Пол    | Производња и снабдевање   | Грађевинарство                | Трговина                             | Хотели и ресторани   | Саобраћај, складиштење и везе |
| Мушки  | 0                         | 0                             | 0                                    | 0                    | 0                             |
| Женски | 0                         | 0                             | 0                                    | 0                    | 0                             |
| УКУПНО | 0                         | 0                             | 0                                    | 0                    | 0                             |
| Пол    | Финансијско посредовање   | Некретнине                    | Државна управа и одбрана             | Образовање           | Здравствени и социјални рад   |
| Мушки  | 0                         | 0                             | 0                                    | 0                    | 0                             |
| Женски | 0                         | 0                             | 0                                    | 0                    | 1                             |
| УКУПНО | 0                         | 0                             | 0                                    | 0                    | 1                             |
| Пол    | Остале услужне активности | Приватна домаћинства          | Екстериторијалне организације и тела | Непознато            | Непознато                     |
| Мушки  | 2                         | 0                             | 0                                    | 0                    | 0                             |
| Женски | 0                         | 0                             | 0                                    | 0                    | 0                             |
| УКУПНО | 2                         | 0                             | 0                                    | 0                    | 0                             |

## Галерија
- Говор књаза Николе 1896. Његушима и Цетињанима, приликом освештавања оружја, које су добили из Русије.
- Улица у Његушима
- Његуши између 1890 и 1900